# رصيف سانتا مونيكا
رصيف سانتا مونيكا هو رصيف كبير الحجم عند نهاية شارع كولورادو في سانتا مونيكا، كاليفورنيا، بالولايات المتحدة الامريكية. تحتوي المنطقة على مدينة ملاهي صغيرة، ومنصات امتياز متنوعة، ومناطق للمشاهدة والتأمل، وصيد الأسماك.  حيث يعد الرصيف جزءًا من منطقة الترفيه الوطنية الكبرى في جبال سانتا مونيكا.

## تاريخ المكان

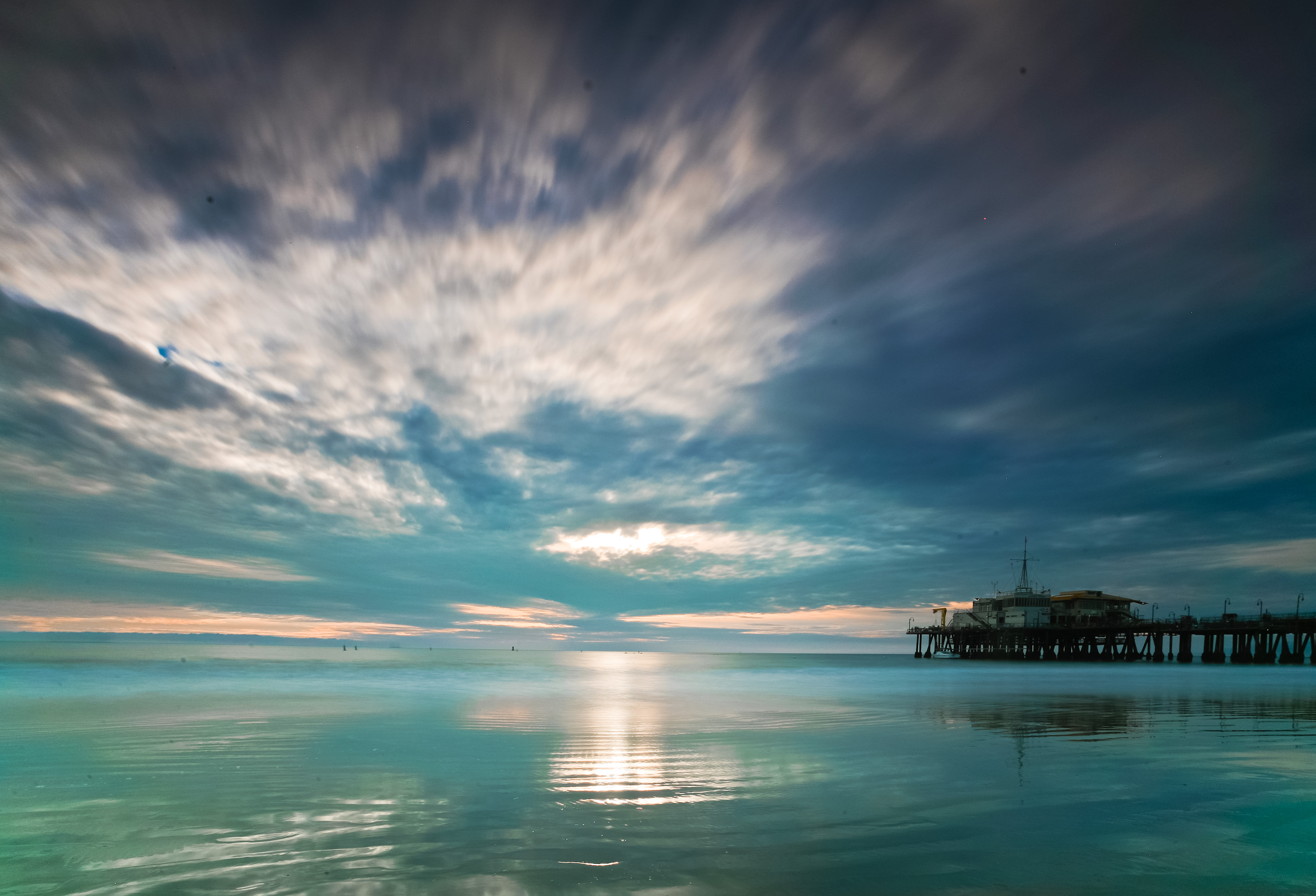
رصيف سانتا مونيكا عند الغسق، 2010

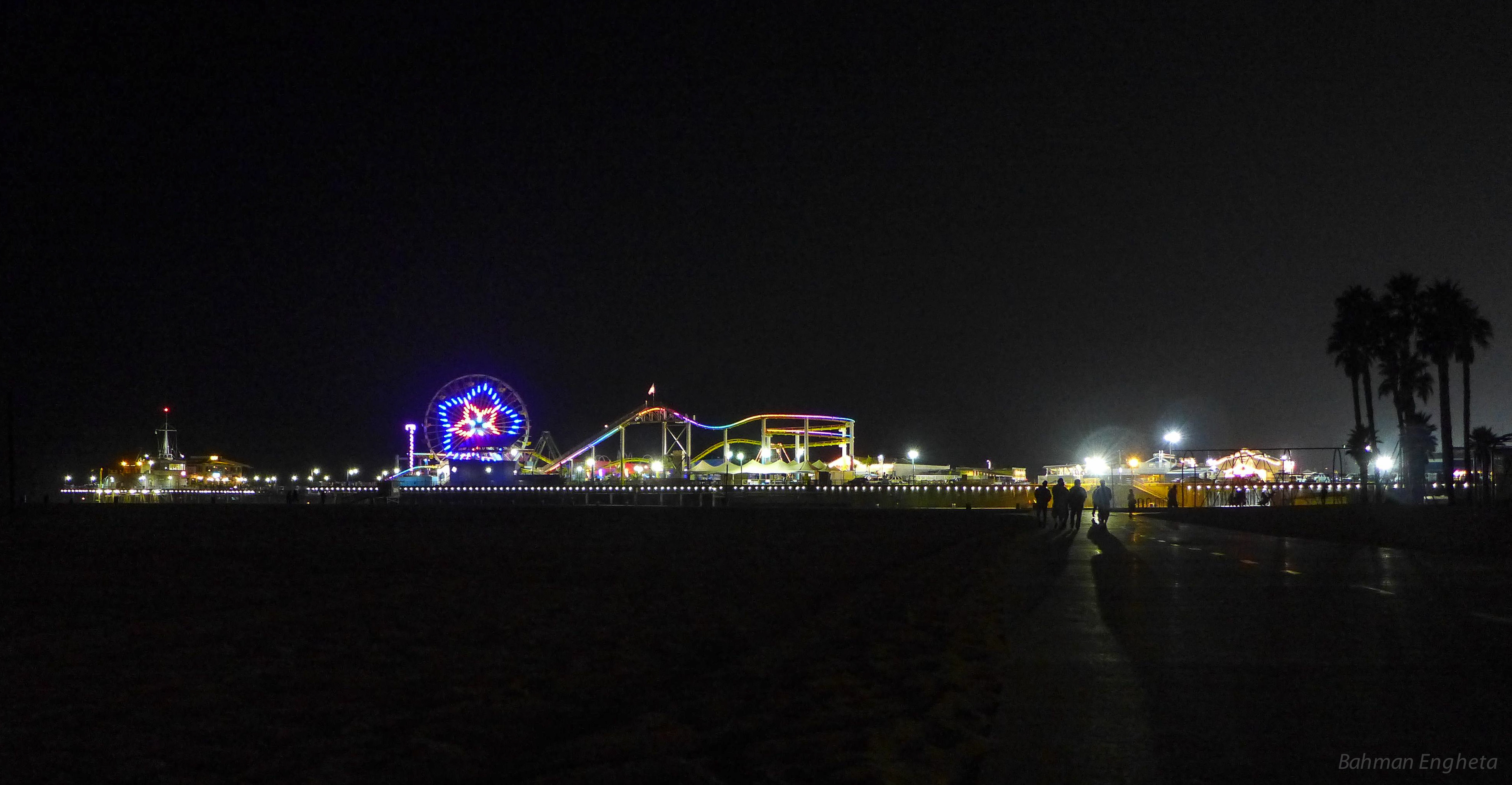
منظر للرصيف ومتنزه المحيط الهادئ من الشاطئ ليلاً، 2012

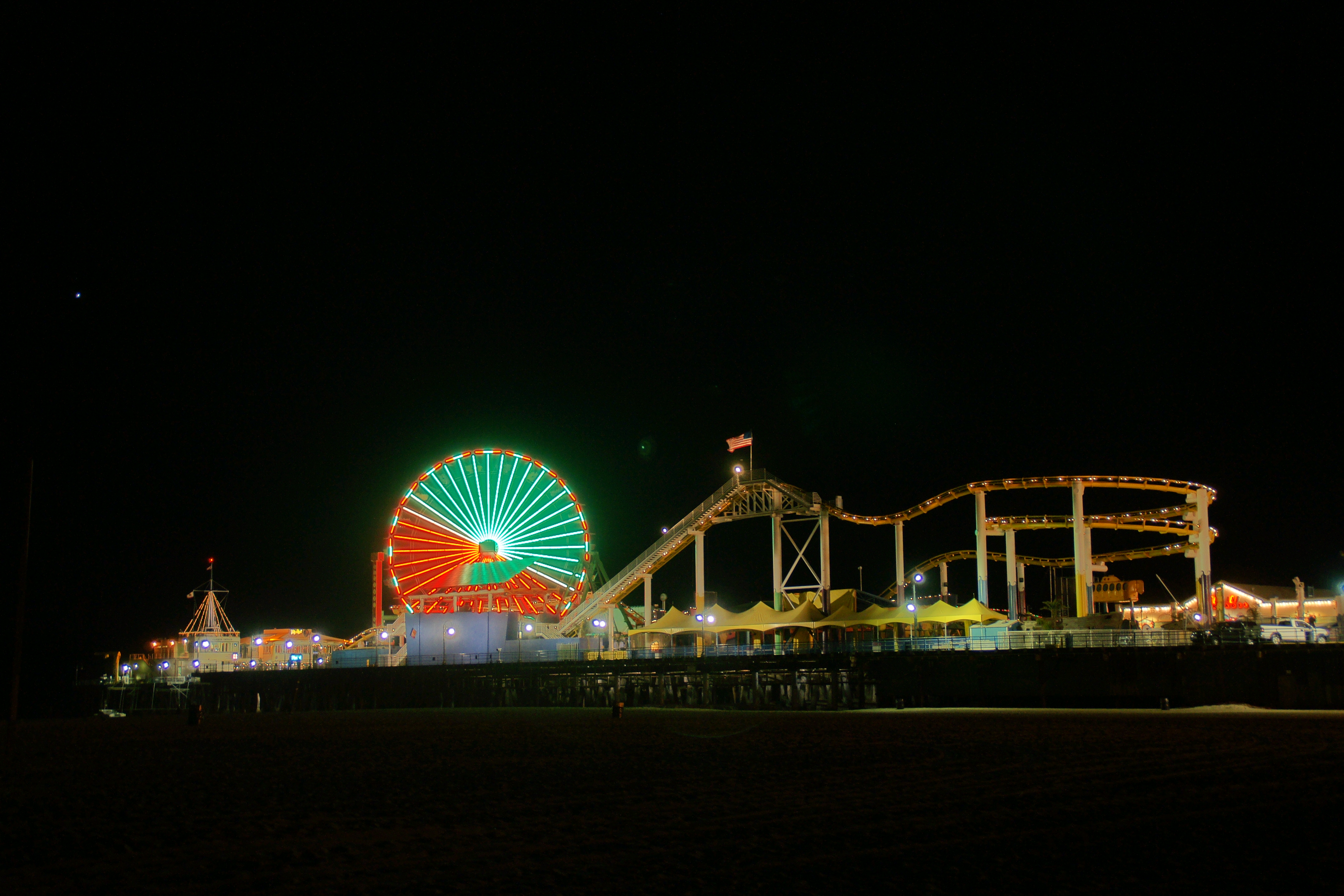
عجلة فيريس وأضواء السفينة الدوارة في الليل، 2009

كان لدى سانتا مونيكا عدد من الأرصفة. ومع ذلك، فإن رصيف سانتا مونيكا الحالي يتكون من رصيفين متجاورين كان لهما مالكان منفصلان لفترة طويلة. تم افتتاح الرصيف البلدي الطويل والضيق، في 9 سبتمبر من عام 1909، وكان لحمل أنابيب الصرف الصحي خلف القواطع  ولم يكن به أي وسائل استجمام. تم بناء رصيف بليجر بيير القصير والواسع المجاور إلى الجنوب، والمعروف أيضًا باسم نيوكومب بيير، في عام 1916 على يد تشارلز آي دي لوف وابنه آرثر، رواد المتنزهات الترفيهية. تضمنت عوامل الجذب في بليجر بيير في النهاية مبنى لووف هيبودروم الذي يضم الآن عدداً من الألعاب والملاهي مثل الكاروسيل الحالي وهو مدرج في السجل الوطني للأماكن التاريخية، والأفعوانية الخشبية التي تم شراؤها سابقاً من متنزه وندرلاند الترفيهي البائد في عام سان دييغو، لعبة الويب (السوط)، و لعبة دوائر المرح، وأرغن ورليتسر، وبيت المرح.

## مراجع

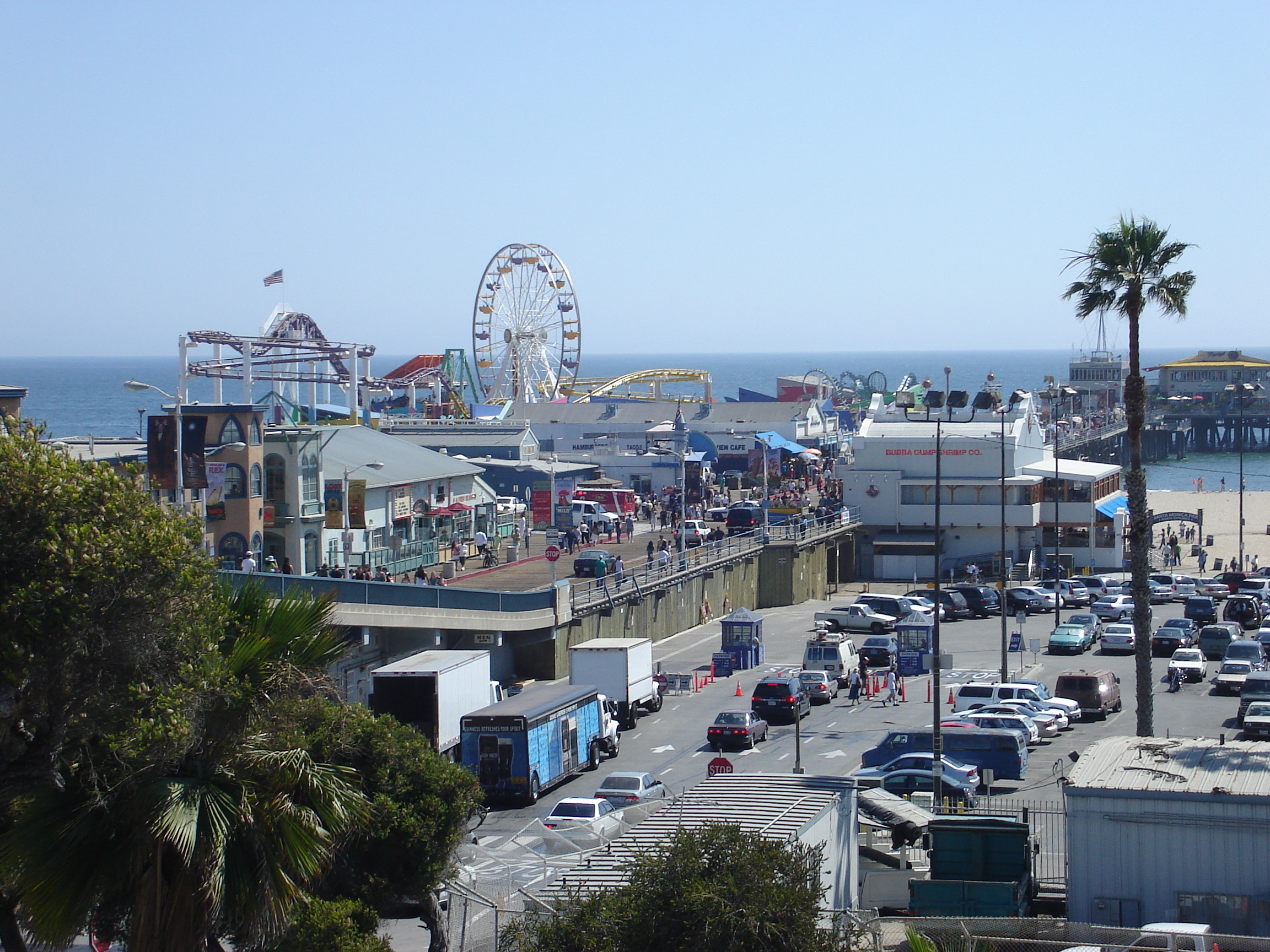
الرصيف البحري وباسيفيك بارك على اليسار، 2006

## روابط خارجية
- الموقع الرسمي
- دليل الزوار